# Moustafa Esmail
Moustafa Ahmad Hassan Esmail Al-Qalini (arab. ‏مصطفى احمد حسن اسماعيل القليني‎; ur. 23 czerwca 1965 w Al-Mahalla al-Kubra) – egipski bokser.
Dwukrotnie zajął 17. miejsce na igrzyskach olimpijskich w 1988 w wadze papierowej i 1992 w wadze muszej.
Wywalczył dwa brązowe medale w wadze muszej na mistrzostwach świata w boksie: w 1991 w Sydney i w 1993 w Tampere, a także dwa medale igrzysk afrykańskich w tej kategorii wagowej: złoty w 1991 w Kairze i brązowy w 1991 w Harare.